# Quang cầu
1. Lõi
2. Vùng bức xạ
3. Vùng đối lưu
4. Quang cầu
5. Sắc quyển
6. Nhật hoa
7. Vết đen mặt trời
8. Hạt
9. Tai lửa

Cấu trúc của Mặt Trời, một ngôi sao loại G: Không có nhãn: Gió Mặt Trời.

Quang cầu hay quang quyển là lớp vỏ ngoài của ngôi sao mà từ đó ánh sáng được phát ra. Thuật ngữ tiếng Anh photosphere có nguồn gốc từ gốc Hy Lạp cổ đại, φῶς, / phos, hình ảnh có nghĩa là "ánh sáng" và σφαῖρα / sphaira có nghĩa là "hình cầu", liên quan đến nó là một bề mặt hình cầu được coi là phát ra ánh sáng. Nó kéo dài vào bề mặt của một ngôi sao cho đến khi plasma trở nên mờ đục, tương đương với độ sâu quang học khoảng 2/3 , hoặc tương đương, độ sâu mà 50% ánh sáng sẽ thoát ra mà không bị tán xạ. Nói cách khác, một không gian quang cầu là vùng sâu nhất của một vật thể phát sáng, thường là một ngôi sao, trong suốt đối với các photon có bước sóng nhất định.

## Nhiệt độ
Bề mặt của một ngôi sao được xác định là có nhiệt độ được đưa ra bởi nhiệt độ hiệu quả theo định luật Stefan Muff Boltzmann. Các ngôi sao, ngoại trừ sao neutron, không có bề mặt rắn hoặc lỏng. Do đó, không gian ảnh thường được sử dụng để mô tả bề mặt hình ảnh của Mặt trời hoặc của một ngôi sao khác.

## Thành phần của Mặt Trời
Mặt Trời có thành phần chủ yếu là các nguyên tố hóa học hydro và heli; chúng lần lượt chiếm 74,9% và 23,8% khối lượng Mặt Trời trong quang cầu. Tất cả các nguyên tố nặng hơn, được gọi là kim loại trong thiên văn học, chiếm ít hơn 2% khối lượng, với oxy (khoảng 1% khối lượng Mặt Trời), carbon (0,3%), neon (0,2%) và sắt (0,2%) là vật phong phú nhất.

## Mặt Trời

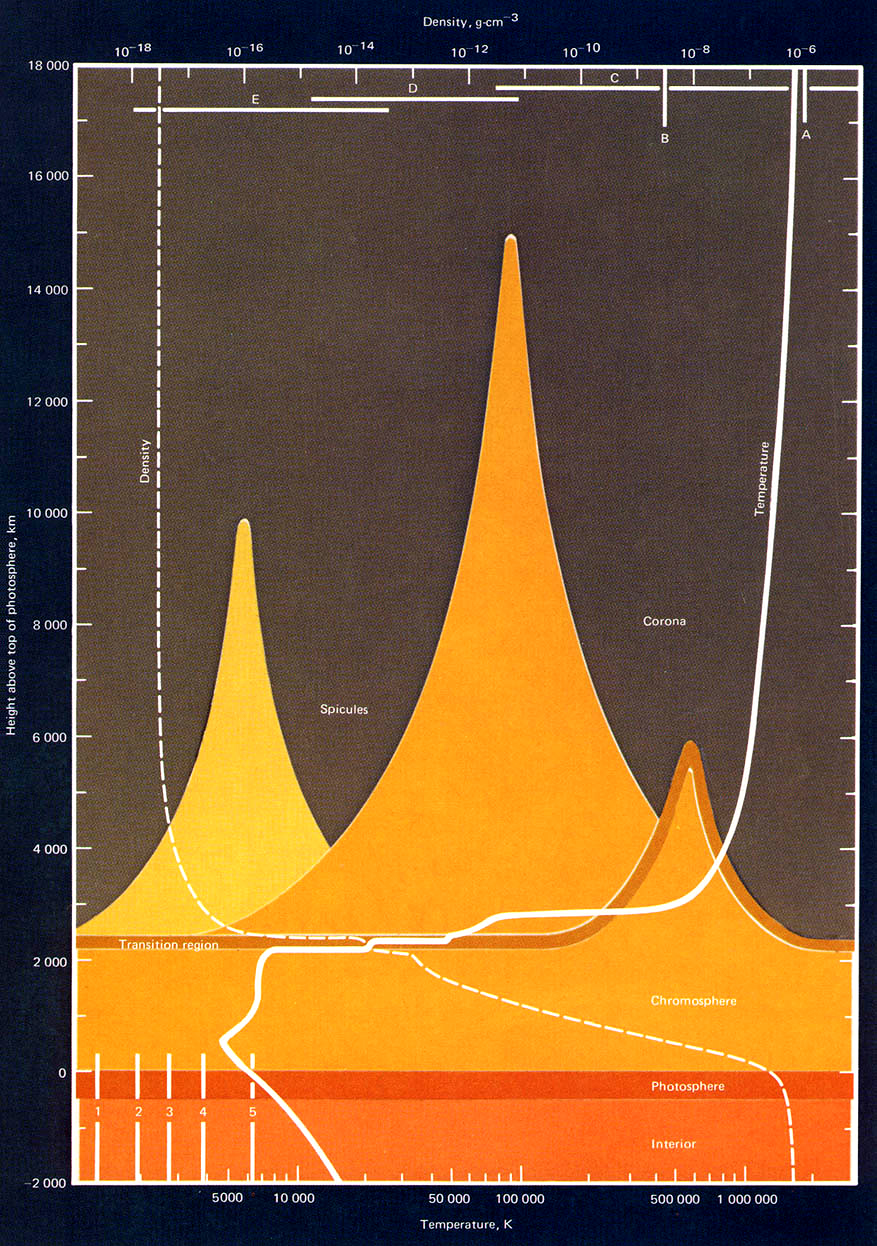
Khí quyển Mặt Trời: nhiệt độ và mật độ. Xem ở đây để biết ý nghĩa của các dòng thêm trong biểu đồ.

Quang cầu của Mặt Trời có nhiệt độ từ 4.500 và 6.000 K (4.230 và 5.730 °C) (với nhiệt độ hiệu quả là 5.777 K (5.504 °C)) và mật độ đâu đó khoảng 1 ×10-3 đến 1 ×10-6 kg/m 3; các ngôi sao khác có thể có quang cầu nóng hơn hoặc mát hơn.  Không gian quang ảnh của Mặt trời dày khoảng 100 km và bao gồm các tế bào đối lưu gọi là các hạt plasma có đường kính khoảng 1000 km với plasma tăng nóng ở trung tâm và plasma lạnh rơi trong không gian hẹp giữa chúng, chảy với vận tốc 7 km mỗi giây. Mỗi hạt có tuổi thọ chỉ khoảng hai mươi phút, dẫn đến mô hình "sôi" liên tục thay đổi.  Nhóm các hạt điển hình là các hạt siêu lớn có đường kính lên tới 30.000 km với tuổi thọ lên tới 24 giờ và tốc độ dòng chảy khoảng 500 mét mỗi giây, mang các bó từ trường đến các cạnh của các tế bào. Hiện tượng khác từ tính liên quan đến bao gồm các vết đen và năng lượng Mặt Trời faculae phân tán giữa các hạt. Những chi tiết này quá tốt để có thể nhìn thấy khi quan sát các ngôi sao khác từ Trái Đất.

## Các lớp khác của Mặt Trời
Bầu không khí hữu hình của Mặt Trời có lớp khác trên quyển sáng: 2.000 km sâu sắc cầu (thường là quan sát bằng ánh sáng được lọc, ví dụ H-alpha) nằm ngay giữa quyển sáng và nóng hơn nhiều nhưng mong manh hơn corona.  Các "đặc điểm bề mặt" khác trên quang quyển là các tia sáng mặt trời và các vết đen mặt trời.